# Sant Pere Màrtir d'Olot
Sant Pere Màrtir d'Olot és una església del municipi d'Olot protegida com a bé cultural d'interès local.

## Descripció
Situada al centre d'una gran plaça porxada. Realitzada amb rajols i pedra aplacada. La façana principal mira a l'oest i té una àmplia porta d'entrada damunt la qual hi ha un balcó cobert i un gran òcul. Disposa d'una sola nau de forma ascendent de manera que l'altar és a la part més elevada. L'edificació és de forma ascendent amb diferents volums prismàtics a l'exterior. A la façana de llevant hi ha el campanar i un gran cap representant el Màrtir, fet per C. Devesa. Cal destacar la coberta de membrana de formigó del campanar, de forma hiperbòlica.

## Història
La urbanització d'aquest puig va ser feta pels arquitectes Joaquim M. Masramon i Ignasi Bosch entre els anys 1951 i 1956. Es va voler fer un eixample pels pobres en contrast amb l'eixample Malagrida. Es bastiren més de 332 habitatges, seguint l'esquema de ciutat-jardí, amb ordenació i dissenys populars, que tenen tant de "revival" noucentista com d'influx dels arquitectes de la Direcció General de Regions Devastades i de l'Institut Nacional de Colonització.